# Giorgio Pini
Giorgio Pini (Bologne, 1er février 1899 - Bologne, 30 mars 1987) était un homme politique et journaliste italien, sous-secrétaire au ministère de l'Intérieur de la République sociale italienne.

## Biographie
Membre de la faculté de droit de l'Université de Bologne, il a participé à la Première Guerre mondiale (il était l'un des "Ragazzi del '99"). En 1920, il rejoint les Faisceaux italiens de combat. Le 21 novembre de cette année, il a participé aux affrontements qui ont abouti au massacre du Palazzo d'Accursio. Diplômé en droit, il a commencé sa carrière journalistique au sein de la Fédération fasciste de Bologne (L'Assalto), d'abord en tant que rédacteur en chef puis en tant que directeur. Très fidèle à Mussolini, il est invité depuis 1925 à collaborer à Il Popolo d'Italia, un journal fondé par le même chef du fascisme. En octobre 1926, Pini est nommé rédacteur en chef du journal principal de Bologne, Il Resto del Carlino, qui prend ensuite la relève de 1928 à 1930. À l'insu de nombreux dirigeants bolognais pour son ascension rapide, il fut évincé après seulement deux ans par Carlino (3 mars 1930). Mussolini a ensuite ordonné son transfert à Gênes, où Pini dirigeait deux journaux génois: le "Giornale di Genova" et le "Corriere Mercantile" (le premier est sorti le matin et le second l'après-midi).
En septembre 1936, il fut appelé à la direction du "Gazzettino di Venezia", poste qu’il quitta au bout de trois mois seulement, car Mussolini lui-même le voulait à Milan pour diriger la rédaction du "Popolo d’Italia" (décembre 1936). Au cours des années suivantes, Pini parvint à augmenter la circulation, triplant presque Le journaliste bolognais avait l'avantage d'avoir des contacts quotidiens avec le chef du gouvernement, qui lui téléphonait tous les soirs. Mussolini a réservé ce privilège à Pini uniquement parmi les journalistes italiens. Il a travaillé au Popolo d'Italia jusqu'au 25 juillet 1943 (à l'exception de six mois en 1941, durant lesquels il était l'envoyé de guerre en Libye), lorsque le journal a cessé de paraître.

### La République sociale
Très fidèle au Duce, Pini rejoint la République sociale italienne et dirige à nouveau Il Resto del Carlino, dont il est également rédacteur en chef et responsable administratif. Sous sa direction, le journal assuma la connotation d'un bulletin nazi-fasciste, destiné à mettre en lumière les succès militaires de l'Allemagne nazie. Alors que les Alliés conquéraient des positions dans la péninsule, le journal se concentra sur ce qui se passait loin de l'Italie, sur le front de l'Europe de l'Est.
En octobre 1944, Mussolini lui confia le poste de sous-secrétaire au ministère de l'Intérieur au sein du gouvernement républicain, qu'il souhaitait pour le changement de dirigeants du parti. En cette qualité, Pini appuyait régulièrement le renvoi de Guido Buffarini Guidi. Après la Seconde Guerre mondiale, il fut fait prisonnier et brièvement gardé à la prison de Bologne. Le 22 mai 1945, Giovanni, le fils âgé de dix-huit ans qui s'était rendu dans la prison visiteuse, disparut à son retour à Castiglione delle Stiviere, assassiné par un groupe de partisans.

### L'après-guerre
Le 26 décembre 1946, Pini est l’un des fondateurs du Mouvement social italien. Il était l'un des principaux représentants de la "gauche nationaliste" du MSI, puis l'un des fondateurs et animateurs en 1952 du Regroupement social républicain et, depuis 1957, du Parti national du travail.
La publicité continua également de manière assez intense: en 1950, il publia Filo diretto avec Palazzo Venezia, un journal dans lequel il enregistra toutes les réunions qu’il eut avec Mussolini pendant la période où il travaillait au Popolo. À partir de 1953, il entame sa collaboration avec le magazine Pensiero Nazionale. En 1955, avec Duilio Susmel, il écrit l'essai Mussolini, L'Homme et l'œuvre.
Enfin, il faut mentionner les livres publiés par la veuve du Duce, Rachel Mussolini, dont il était un auteur non crédité.
Il mourut à l'âge de 88 ans, devenant ainsi l'un des membres les plus anciens du régime fasciste.